# Ligne de Rennes à Saint-Malo - Saint-Servan
La ligne de Rennes à Saint-Malo - Saint-Servan est une ligne ferroviaire française, intégralement située dans le département d'Ille-et-Vilaine. Embranchement de la ligne de Paris-Montparnasse à Brest, elle relie Rennes et Saint-Malo, respectivement préfecture et sous-préfecture du département.
Elle constitue la ligne 441 000 du Réseau ferré national.

## Historique
Dès les années 1840, les communes de Saint-Malo, Saint-Servan et Paramé émettent leur désir d'être desservies par le chemin de fer à partir de la future ligne de l'Ouest.
Les 2 février et 6 avril 1855 est signée une convention entre le ministre des Travaux publics et les Compagnies des chemins de fer de Paris à Saint-Germain, de Paris à Rouen, de Rouen au Havre, de l'Ouest, de Paris à Caen et à Cherbourg. Cette convention organise la fusion de ces compagnies au sein de la Compagnie des chemins de fer de l'Ouest. En outre elle concède à titre définitif à la compagnie, parmi d'autres lignes dont une de Rennes à Brest, un « prolongement de Rennes à Saint-Malo ». L'article 2 de la convention fixe le délai de réalisation de la ligne à huit ans. Le point 7 de l'article 4 de la convention impose le passage de cette ligne par ou près Dol. L'article 6 de la convention prévoit que la compagnie percevra une subvention de 28 millions de francs de la part de l'État pour réaliser les lignes de Rennes à Brest, de Rennes à Redon, et de Rennes à Saint-Malo. Cette convention est approuvée par décret impérial le 7 avril 1855.
Après avoir achevé la ligne de Paris à Rennes en 1858, la compagnie de l'Ouest exécute les travaux de la voie ferrée de l'embranchement vers Saint-Malo de 1860 à 1864. Le site choisi pour une seule gare desservant les trois communes est à égale distance de Saint-Malo et Saint-Servan, au lieu-dit dunes du Talards ancien port d'échouage des bateaux. Le 27 juin 1864 la nouvelle gare est le lieu des festivités lors dès son inauguration réalisée en même temps que celle de la ligne Rennes - Saint-Malo - Saint-Servan qui permet la liaison avec Rennes en deux heures et demie.
Elle a été électrifiée pour permettre l'arrivée du TGV à Saint-Malo le 11 décembre 2005. À cette occasion, le cantonnement téléphonique subsistant entre Montreuil-sur-Ille et Saint-Malo a été remplacé par un block automatique à permissivité restreinte (BAPR), la voie a été renouvelée sur une partie de la ligne et redressée sur les autres zones, et les gares de Montreuil-sur-Ille et Dol-de-Bretagne ont été modernisées[réf. nécessaire]. En juin 2006, la nouvelle gare de Saint-Malo a, à son tour, été inaugurée. C'est également sur cette période que la trame TER de l'axe a été renforcée pour atteindre son niveau actuel,.

## Tracé
La ligne débute à la bifurcation de Port-Cahours sur la ligne de Paris-Montparnasse à Brest à 2 500 m à l'ouest de la gare de Rennes. Après avoir contourné le nord-ouest de cette ville, elle met cap vers le nord en franchissant l'Ille et le canal d'Ille-et-Rance à de nombreuses reprises, dans un paysage vallonné aux courbes serrées. Après Montreuil-sur-Ille, terminus des navettes périurbaines issues de Rennes, son tracé retrouve un paysage agricole plus favorable au tracé, parsemé d'étangs et de bois. Elle dessert la gare de Combourg, ville célèbre par l'ancien château de Chateaubriand, et continue vers le nord pour atteindre la gare de Dol-de-Bretagne, point de croisement avec la Ligne de Lison à Lamballe. Elle oblique alors vers le nord-ouest pour éviter le Mont-Dol, traverse une zone de cultures maraîchères, dessert La Gouesnière - Cancale origine d'un ancien embranchement vers Miniac-Morvan pour arriver à son terminus, Saint-Malo, dans une nouvelle gare qui remplace depuis 2006 l'ancien bâtiment situé 300 m en aval.

### Vitesses limites
Vitesses limites de la ligne en 2011 pour les TGV les automotrices TER en sens impair (certaines catégories de trains, comme les trains de marchandises, possèdent généralement des limites plus faibles) :
| De                              | À                               | Limite |
| ------------------------------- | ------------------------------- | ------ |
| Rennes (km 373,2)               | km 373,7                        | 30/60  |
| km 373,7                        | Bif. de Port-Cahours (km 375,6) | 120    |
| Bif. de Port-Cahours (km 375,6) | km 375,9                        | 110    |
| km 375,9                        | km 404,0                        | 140    |
| km 404,0                        | km 420,0                        | 150    |
| km 420,0                        | km 422,5                        | 140    |
| km 422,5                        | km 430,0                        | 150    |
| km 430,0                        | km 453,0                        | 140    |
| km 453,0                        | Saint-Malo (km 454,1)           | 60     |

## Exploitation
La ligne ferroviaire Rennes-Saint-Malo est desservie par une importante trame TER, puisqu'elle est une des premières lignes du grand ouest concernant le nombre de voyageurs quotidiens en trains régionaux, il s'agit même de la ligne la plus fréquentée de Bretagne. Ainsi, on y retrouve pas moins de 18 A/R quotidiens Rennes-St Malo. Sur ceux-ci viennent se greffer les 16 A/R quotidiens de la desserte péri-urbaine Rennes-Montreuil, les 3 AR de TGV quotidiens (4 du vendredi au lundi) Saint-Malo-Paris et les 2 AR quotidiens (également renforcés le week-end) de TER Rennes-Caen. Les vendredis et dimanches circule également un aller-retour de TGV intersecteur Saint-Malo-Lille.
La desserte Fret est réduite, avec un AR Rennes-St Malo facultatif, et quelques trains entiers nécessaires au fonctionnement des usines de fertilisants Timac. Depuis 2009, elle est même réduite à néant, et les seuls trains de service parcourant encore la ligne sont les tournées bianuelles d'inspection de la voie et de la caténaire.
L'été, la desserte est renforcée par le service touristique "LigneBaie", soit deux Aller-Retour entre Saint-Malo et Granville, qui empruntent la ligne jusque Dol-de-Bretagne (service disparu en 2015)
, ainsi que par la circulation quotidienne sauf samedi du TGV Lille-St Malo, ces deux services étant apparus en 2009.
Par ailleurs, les usagers quotidiens des TER Dinan-Dol, puis Dol-Rennes, militent pour l'apparition de trains Dinan-Rennes sans rupture de charge à Dol, ce qui contribuera à densifier la desserte sur cette ligne au trafic voyageurs chargé.
Le matériel engagé est surtout composé d'automotrices (Z TER, AGC électriques, diesels et bimodes-bitension, TGV Sud-Est, Atlantiques et Duplex, X 2100) mais on retrouve également des BB 25500 + RRR, quelques BB 63500, BB 69400 et BB 60000 sur les dessertes Fret et Infra, ainsi que des acheminements de matériels bretons engagés sur la ligne Dol-Dinan, et bas et haut-normands vers Rennes pour le reprofilage de leurs essieux (X 72500, X 73500, X 4750).
Le temps de parcours Rennes-Saint-Malo en TGV est d'environ 45 minutes sans arrêt à Dol-de-Bretagne. En TER, il oscille entre 45 minutes pour les semi-directs, et 60 minutes pour les omnibus.